# باول كوران (دراج)
باول كوران (بالإنجليزية: Paul Curran) هو دراج بريطاني، ولد في 15 يناير 1961 في المملكة المتحدة.

## وصلات خارجية
- باول كوران على موقع أرشيف الدراجات (الإنجليزية)
- باول كوران على موقع إحصائيات الدراجات الإحترافية (الإنجليزية)
- باول كوران على موقع CycleBase (الإنجليزية)
- باول كوران على موقع اللجنة الأولمبية الدولية (الإنجليزية)
- باول كوران على موقع أوليمبيديا (الإنجليزية)
- باول كوران على موقع اللجنة الأولمبية البريطانية (الإنجليزية)
- باول كوران على موقع اتحاد ألعاب الكومنولث (مؤرشف) (الإنجليزية)